# Fitches Creek (Ort)
Fitches Creek ist ein kleiner Ort in der Saint George auf der Karibikinsel Antigua im Staat Antigua und Barbuda.

## Lage und Landschaft
Fitches Creek liegt an der Fitches Creek Bay, einer Bucht des North Sound an der dicht besiedelten Nordküste Antiguas. Landeinwärts liegt Pigotts, mit dem Fitches Creek weitgehend verwachsen ist. Nördlich liegt der Flughafen Antiguas, V.C. Bird International. Südlich, bei Weirs, befindet sich das Cricket- und Fußballstadion Sir Vivian Richards.
Nördlich, am Winthorpes Foot Creek, und südlich, am Fitches Creek, erstrecken sich noch mangrovenbestandene Feuchtgebiete.
Der Ort hat um die 150 Einwohner (Stand: 2001) und etwa 110 Haushalte (Stand: 2008), was ihn als charakteristischen Villenort kennzeichnet. Der Ort stellt sich heute als weitläufige lockere Ansammlung gehobener Anwesen dar.
|          | Airport                                     |  |
| Osbourne | Kompassrose, die auf Nachbargemeinden zeigt |  |
| Piggotts | Weirs                                       |  |

## Geschichte, Infrastruktur und Sehenswürdigkeiten
Fluss, Bucht und Ort haben ihren Namen nach dem Anwesen der Pflanzerfamile Fitch, das sich hier befand. Um 1840, zur Zeit der Abschaffung der Sklaverei, war der Fitch’s Creek Estate einer der größten der Insel, hatte 260 Bewohner und umfasste 200 Hektar (500 acres), von denen 120 ha bebaut wurden, wie auf der ganzen Insel vornehmlich mit Zuckerrohr für den Export.
Schon 1687 wurde nördlich des Anwesens eine Kapelle erbaut, die anglikanische St. George’s Church, die später Filialkirche von St. Philip’s war. 1725 wurde sie zur Pfarre erhoben, die sechste der Insel
– die Parish of Saint George (Pfarrsprengel als Verwaltungseinheit) heißt noch immer danach. Die Kirche am Meer blieb aber abgelegen, die Orte entwickelten sich vornehmlich etwas landeinwärts gelegen. Fitches Creek als Ort entstand erst gegen Ende des 20. Jahrhunderts.
Fitches Creek hat keinen nennenswerten Strand, sondern einige kleine Kais an der relativ offenen Bucht.
Die Kirche – und beim zweiten auch der Ort – wurde besonders beim Hurrikan Dog 1950 und beim Hurrikan Luis 1995 schwer in Mitleidenschaft gezogen.
Die Mangroven im Norden, zum Flughafen hin um die Mündung des Winthorpes Foot Creek, gehören zu den größeren verbliebenen Beständen der Insel, und auch die Mündung des Fitches Creek ist weitgehend naturbelassen. Sie gelten als guter Ort für Vogelbeobachtungen; hier ist auch ein Important Bird Area (AG007, Fitches Creek Bay mit der Halbinsel Blackman’s Point und Parham Harbour)
ausgewiesen und ein Protected Area (o. n. A.) in Diskussion.